# Nereilinum
Nereilinum is een geslacht van borstelwormen uit de familie van de Siboglinidae.

## Soorten
- Nereilinum murmanicum Ivanov, 1961
- Nereilinum punctatum Nielsen, 1965
- Nereilinum squamosum Smirnov, 1999